# Brown stew chicken
Le Brown stew chicken (en français : ragoût de poulet brun) est un plat de viande consommé dans les îles anglophones des Caraïbes. Certains pays des Caraïbes utilisent ce nom de manière interchangeable avec un autre plat populaire appelé « poulet mijoté » qui a une recette différente[réf. nécessaire]. Le brown stew chicken est généralement accompagné de riz et de pois et consommé au dîner, de préférence le dimanche. La couleur éponyme du poulet est obtenue en faisant frire le poulet jusqu'à ce qu'il atteigne une couleur brun foncé, après quoi il est cuit à feu doux avec des épices, des carottes et du ketchup.